# Ruth Schmidt Stockhausen
Ruth Schmidt Stockhausen (* 4. April 1922 auf Norderney; † 22. Dezember 2014 in Dornum) war eine deutsche Malerin des Informel, ferner auch Grafikerin und Bildhauerin.

## Leben und Wirken
Geboren wurde Stockhausen als Ruth Schmidt auf der Nordseeinsel Norderney als Tochter des Festungsbauoffiziers Albert Schmidt (1877–1940) und Annemarie Schmidt, geb. Vollenbroich (1897–1968). Ihre Kindheit und Jugend verbrachte sie auf Norderney sowie in Wilhelmshaven, wohin ihr Vater 1930 versetzt wurde. In Ostfriesland begegnete ihr schon in der frühen Kindheit der Maler Hans Trimborn. 1941 zog die Familie wegen der zunehmenden Bombenangriffe auf Wilhelmshaven in das heimische Gut der Familie in Stockhausen nahe Wetzlar (Hessen). Als Kompromiss zwischen ihren künstlerischen Neigungen und dem Drängen des Vaters auf eine solide Ausbildung entschloss sie sich zu einer Ausbildung als Werklehrerin in Hildesheim, die sie 1941 erfolgreich beendete und auch einige Jahre unter anderem in Melle bei Bremen praktizierte. 1944 erhielt sie ein Stipendium des Begabtenförderungswerkes des Deutschen Volkes und künstlerische Ausbildung bei dem Maler H.W. Berger und dem Bildhauer Albert Kranz (1893–?) im Atelier Schloss Heudorf bei Riedlingen (wegen Kriegsereignissen ausgelagert aus der Kunstakademie).
Ab 1945 schlug sich Ruth Schmidt mit Porträts alliierter Besatzungsoffiziere und Gelegenheitsaufträgen durch. In ersten Ausstellungen in Dillenburg, Gießen, Marburg, Wetzlar und anderen Städten der hessischen Region wurde sie stets als Ruth Schmidt-Stockhausen tituliert, woraus sich ihr Künstlername entwickelte, unter dem sie bald auch überregional bekannt wurde, zunächst noch vorwiegend als Landschaftsaquarellistin und Porträtmalerin. Der Kaufmann und Bauunternehmer Hermann Lindemann (1897–1954) entdeckte ihr Talent und das ihres Vetters, des Bildhauers Giselher Neuhaus (1916–1994). Beiden verschaffte er preiswerte Wohnungen im Meisengarten in Bonn-Bad Godesberg, eine Anstellung am Dikreiter Verlag als Illustratoren und Aufträge für große Wandgemälde in öffentlichen Bauten bzw. große Skulpturen. Größere Reisen führten Ruth Schmidt Stockhausen in diesen Jahren nach Paris, nach Rom, Venedig und andere Orte sowie Inseln in Italien, wo sie Kontakte zur internationalen Kunstszene schuf und sich weiter in Richtung des Informel orientierte. 1958 und 1959 nahm sie an Ausstellungen des Deutschen Künstlerbundes in Essen und Wiesbaden teil – zu einer dritten Ausstellungsbeteiligung und Aufnahme in den DKB kam es nicht, da sie 1959 den Mediziner Hans-Dieter Hentschel (1921–2016) kennenlernte und heiratete, zu diesem nach Bad Nauheim umzog und dort ihren Sohn Klaus Hentschel gebar. Nach kurzer Babypause nahm sie ihre künstlerische Arbeit, insbesondere großformatige abstrakte Gemälde, wieder auf und begann eine rege Ausstellungstätigkeit. Ferner hatte Ruth Schmidt Stockhausen 1976–1979 einen Lehrauftrag für freie Malerei an der Kunstschule Westend (heute: Academy of Visual Arts. Frankfurter Hochschule für Kommunikation und Design) in Frankfurt am Main inne.
Nach dem Abitur ihres Sohnes verließ Ruth Schmidt Stockhausen 1983 Bad Nauheim und zog wieder in die Region ihrer Geburt nach Westdorf bei Dornum, Ostfriesland, nur wenige Kilometer von der Küste und ihrer Geburtsinsel Norderney entfernt. In einem Gulfhof, dessen Scheune sie als Sommeratelier nutzte, entstanden weitere großformatige Bilder und Skulpturen, mit denen sie international große Beachtung erfuhr als eine herausragende Vertreterin des Informel – eine der ganz wenigen Frauen dieser Kunstrichtung. Nach ihrem Tod Ende 2014 erfolgte ihre Seebestattung vor Spiekeroog. Ihr künstlerischer Nachlass, das Westdorfer Wohnhaus mit Sommer- und Winterateliers sowie der umgebende Garten, sind in die Ruth Schmidt Stockhausen Stiftung mit Sitz in Dornum überführt worden und an ausgewählten Sommerwochenenden der Öffentlichkeit zugänglich.

## Auszeichnungen
- Teilnahme an Ausstellungen des Deutschen Künstlerbundes 1958 und 1959
- Teilnahme an der Biennale 6 im Palais de Louvre, Pavillon de Marsan, 1957
- Lobende Erwähnung Rom 1972 sowie Medaille der Pariser Fédération Internationale Culturelle Féminine zur Ausstellung in Athen 1973
- Kunstpreis Dornum 2003

## Mitgliedschaften
- Oberhessischer Künstlerbund (1946–1973), Gruppe 9 (1974–1983)
- GEDOK Bonn (ab 1954) sowie Künstlergruppe Bonn (ab 1955)
- Berufsverband Bildender Künstler (BBK) Frankfurt (1961–83) bzw. BBK Ostfriesland (1983–2014)
- Gründungspatin des Soroptimist International, Club Ostfriesland – Norden (1994)
- Kunstverein Norden & Kunstkreis Dornum